# Gudendorf
Gudendorf település Németországban, Schleswig-Holstein tartományban. Lakosainak száma 429 fő (2023. december 31.).

## Népesség
A település népességének változása:
| Lakosok száma | 409  | 376  | 391  | 416  | 422  | 429  |
|               | 1975 | 2017 | 2019 | 2021 | 2022 | 2023 |